# لوران فابيوس
لوران فابيوس (بالفرنسية: Laurent Fabius) (20 أغسطس 1946 -)، سياسي فرنسي. يتولى الآن منصب وزير الخارجية وذلك في حكومة جان مارك أيرولت. كان قد تولى رئاسة الحكومة بفترة حكم فرنسوا ميتيران، كما تولى رئاسة الجمعية الوطنية الفرنسية لفترتين.

## روابط خارجية
- لوران فابيوس على موقع IMDb (الإنجليزية)
- لوران فابيوس على موقع الموسوعة البريطانية (الإنجليزية)
- لوران فابيوس على موقع مونزينجر (الألمانية)
- لوران فابيوس على موقع ألو سيني (الفرنسية)
- لوران فابيوس على موقع قاعدة بيانات الفيلم (الإنجليزية)
- لوران فابيوس على موقع كينوبويسك (الروسية)